# Eleutherodactylus verruculatus
Eleutherodactylus verruculatus är en groddjursart som först beskrevs av Peters 1870.  Eleutherodactylus verruculatus ingår i släktet Eleutherodactylus och familjen Eleutherodactylidae. IUCN kategoriserar arten globalt som otillräckligt studerad. Inga underarter finns listade i Catalogue of Life.